# Saranambana
Saranambana est une commune urbaine malgache située dans la partie sud-est de la région d'Analanjirofo.